# Sebago (Maine)
Sebago es un pueblo ubicado en el condado de Cumberland en el estado estadounidense de Maine. En el Censo de 2010 tenía una población de 1.719 habitantes y una densidad poblacional de 13,57 personas por km².

## Geografía
Sebago se encuentra ubicado en las coordenadas 43°53′9″N 70°39′12″O / 43.88583, -70.65333. Según la Oficina del Censo de los Estados Unidos, Sebago tiene una superficie total de 126.72 km², de la cual 84.83 km² corresponden a tierra firme y (33.05%) 41.89 km² es agua.

## Demografía
Según el censo de 2010, había 1.719 personas residiendo en Sebago. La densidad de población era de 13,57 hab./km². De los 1.719 habitantes, Sebago estaba compuesto por el 97.15% blancos, el 0.35% eran afroamericanos, el 0.87% eran amerindios, el 0.17% eran asiáticos, el 0% eran isleños del Pacífico, el 0% eran de otras razas y el 1.45% pertenecían a dos o más razas. Del total de la población el 0.35% eran hispanos o latinos de cualquier raza.